# Joseph Louis Ferdinand Blanchecotte
Joseph Louis Ferdinand Blanchecotte, né le 16 août 1861 à Villeromain, et mort le 23 septembre 1942 à Nice, est un peintre français.

## Biographie
Joseph Louis Ferdinand Blanchecotte est le fils de Joséphine Victoire Rosalie Blanchecotte.
Élève de Boulanger et Jules Lefebvre, il expose au Salon à partir de 1882.
Il concourt pour le prix de Rome en 1891, puis part pour l'Algérie.
En 1909, il épouse Eugénie Olivia Ducos.
Professeur honoraire au lycée d'Alger et de l'école nationale des beaux-arts, il est principalement portraitiste.
Il meurt à son domicile de Nice, à l'âge de 81 ans. Il est inhumé le 25 septembre 1942. 